# Lanyabidi
Lanyabidi est une commune rurale située dans le département de Manni de la province de la Gnagna dans la région de l'Est au Burkina Faso.

## Géographie
Lanyabidi est situé à 4 km au Nord-Est de Bombonyenga et à 7 km au Sud-Ouest du chef-lieu du département Manni.

## Santé et éducation
Le centre de soins le plus proche de Lanyabidi est le centre de santé et de promotion sociale (CSPS) de Bombonyenga.